# Kwame Nkrumah
Kwame Nkrumah (1909. szeptember 21. – Bukarest, 1972. április 27.) (eredeti nevén Francis Nwia Kofi Ngonloma) ghánai politikus, függetlenségi harcos, a pánafrikanizmus egyik legjelentősebb és legbefolyásosabb képviselője a gyarmatosítás kora után Afrikában. 1951 és 1966 között előbb a brit gyarmat, Aranypart kormányának vezetője, majd a függetlenség kikiáltása után Ghána miniszterelnöke és köztársasági elnöke. 1966. február 24-én katonai hatalomátvétel történt Ghánában, miközben Nkrumah Pekingben tett látogatást. Ezután Guineában kapott politikai menedéket. 1971 augusztusában Bukarestbe utazott kórházi kezelés céljából, itt halt meg 1972. április 27-én.
Kwame Nkrumah különleges helyet foglal el az afrikai kontinens történelmében, egyike volt a legmegbecsültebb és legbefolyásosabb politikusoknak. Pályafutásának megítélése azonban bonyolult és nem egyértelmű: még életében szobrokat és emlékműveket emeltek neki hazájában, amelyeket 1966 után leromboltak, halála után azonban ismét helyreállították azokat. A Nemzet Atyja, ahogyan Nkrumah hívatta magát, száműzetésben halt meg, de halála után földi maradványait a legnagyobb tiszteletadás mellett temették el Ghánában. Politikai nézetei miatt hívták kommunistának, nacionalistának, szocialistának, zsarnoknak, romantikusnak, diktátornak, idealistának, pragmatistának, de ezek egyike sem fejezi ki híven Nkrumah összetett személyiségét.

## Fiatalkora és tanulmányai

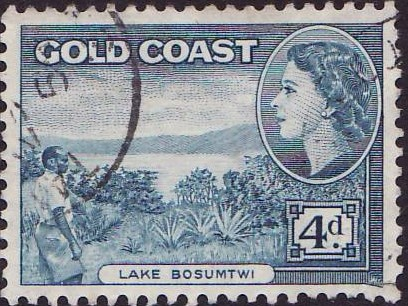
A brit fennhatóság alá tartozó Aranyparton kiadott bélyeg, II. Erzsébet brit királynő arcképével

1909. szeptember 21-én született Francis Nwia Kofi Ngonloma az akkor a brit gyarmatbirodalomhoz tartozó Aranyparton, Nkroful településen. Szülei a ghánai akan törzs nzima csoportjához tartoztak. Apja helyi ékszerész volt, anyja a földeken és a háztartásban dolgozott. Hároméves korában a család (apja, feleségei, Nkrumah és féltestvérei) a közeli Half Assini városba költözött. Itt Nkrumah a helyi iskolába járt, amit európai misszionáriusok vezettek. Nyolc év után az osztály egyik legjobbjaként végzett és a város egyik általános iskolájában kapott állást mint segédtanár.
Innen az accrai tanárképző főiskolára került, ahol 1930-ban végzett. 1928-ban a főiskola a közeli Achimota városába költözött és a Prince of Wales' College része lett. Nkrumah és társai a brit felsőoktatási intézmények életét élték: a tananyag, a fegyelmezés, a sportélet az angol magániskolákat másolta és arra készítette fel a diákokat, hogy a brit uralom elkötelezett, de jól képzett hívei legyenek. Ebben az időszakban nagy befolyást gyakorolt rá Kwegyir Aggrey, az accrai főiskola tanára, aki elsőként követelte, hogy afrikai történelmet, kultúrát és nyelveket tanítsanak a gyerekeknek (akik teljes mértékben a brit tanrendet követték).
A diploma megszerzése után a katolikus szemináriumban folytatta tanulmányait és Aksima város katolikus iskolájában tanított. Ebben az időben komolyan foglalkoztatta a gondolat, hogy belép a jezsuiták közé. Ekkor találkozott Samuel R. Wooddal, aki a Brit-Nyugat-Afrika Nemzeti Kongresszus főtitkára volt, amely négy brit gyarmat – Aranypart, Nigéria, Gambia és Sierra Leone – köztisztviselőit tömörítette. A szervezet célja ekkor óvatos reformok révén a részleges önkormányzat kivívása volt. Rajtuk keresztül ismerkedett meg Edward W. Blyden nézeteivel, aki az elsők között fogalmazta meg a pánafrikanizmus alapelvét: „Egyek vagyunk a veszélyben és egyek a biztonságban. Egyesülten győzedelmeskedünk, megosztva elbukunk.”
1935-ben az Egyesült Államokba utazott, hogy felsőfokú tanulmányait elvégezze. 1939-ben főiskolai diplomát kapott a pennsylvaniai Lincoln Universityn, 1942-ben teológiai tanulmányai révén szerezte második diplomáját. A University of Pennsylvania tanulójaként 1942-ben tanári, majd a következő évben filozófia szakon szerzett egyetemi diplomát. A Lincoln Universityn politikatudományt oktatott és megválasztották az Afrikai Diákok Amerikai és Kanadai Szervezetének (African Students Organization of America and Canada) elnökévé. Az egyetemi évei alatt részt vett a diákok színjátszó körének előadásaiban és publikált egy írást az afrikai gyarmatok kormányzásáról a The Lincolnian című diákfolyóiratban.
Az Egyesült Államokban töltött évei során számos alkalommal ellátogatott és prédikált Philadelphia és New York fekete presbiteriánus templomaiban. Politikai és teológiai könyveket olvasott és megismerkedett Marcus Garvey eszméivel, a pánafrikanizmus gondolatával. 1943-ban ismerkedett meg a trinidadi származású marxista politikussal, C. L. R. Jamesszel, akitől megtanulta, „hogyan működik egy földalatti mozgalom”.
1945 májusában Londonba költözött és eredetileg a London School of Economicson akarta folytatni tanulmányait. Azonban George Padmore-ral való találkozását követően segített megszervezni az 5. Pánafrikai Kongresszust Manchesterben. A kongresszus után félretette tanulmányait és megalapította a Nyugat-Afrikai Nemzeti Titkárság (West African National Secretariat, WANS) szervezetet, amely Afrika dekolonizációját tűzte ki célul. Ezzel egy időben a Nyugat-Afrikai Diákok Egyesülete (West African Students' Union, WASU) alelnöke lett.
Élete során számos díszdoktori címet kapott, többek között a Lincoln University, a Moszkvai Állami Egyetem, a Kairói Egyetem, a krakkói Jagelló Egyetem, illetve a kelet-berlini Humboldt Egyetemtől.

## Visszatérés az Aranypartra (1947)
1947-ben az aranyparti értelmiség a gyarmat önállóságának előkészítése felé tett első lépésként létrehozta az Egyesült Aranyparti Gyűlést (United Gold Coast Convention, UGCC), egy helyi ügyvéd, Dr. Joseph Danquah vezetése alatt. Danquah ötlete volt, hogy a mozgalom támogatottságának kiterjesztése érdekében egy főállású szervezőt vegyenek fel, és választásuk végül Nkrumahra esett. A szervezet célja a brit gyarmat részleges önkormányzatának, majd végül függetlenségének megszerzése békés eszközökkel, a britek által diktált feltételek tiszteletben tartásával. Nkrumah elfogadta az UGCC főtitkári pozícióját és Aranypart felé indult, Sierra Leone, Libéria és Elefántcsontpart érintésével végül 1947. december 10-én tért vissza hazájába.

## Politikai szervezkedés és börtön (1947–1951)
1948 februárjában a gyarmati rendőrség tüzet nyitott a második világháborús afrikai veteránok tüntetésére, majd ezt követően Accra, Kumasi és más nagyvárosokban is felkelések törtek ki. A brit gyarmati kormányzat azt gyanította, hogy a felkelések mögött az UGCC áll, ezért letartóztatták Nkumaht és a párt más vezetőit. Hamarosan azonban kiderült ártatlanságuk és szabadon engedték őket.
Kiszabadulása után körutat tett az országban és az útjába eső közösségekben beszédeket mondott, amelyben azonnali önkormányzatot követelt. Szervezőmunkájának köszönhetően hamarosan rengeteg követője akadt, köztük a gyarmat egyik legfőbb exportcikkét, a kakaóbabot előállító termelők. Nkrumah követelte a nők bevonását a választási folyamatokba, pedig ebben az időben a női választójog még a fejlett európai országokban sem volt általános. Mellé álltak a szakszervezetek is és Nkrumah, akit már nem elégítettek ki az UGCC mozgalom céljai és akit baloldali nézetei szembeállítottak az UGCC többi vezetőjével, hamarosan önállósodott. 1949 júniusában megalapította saját pártját, a Convention People’s Partyt (CPP). Nkrumah amerikai és londoni tapasztalatai alapján kezdte megszervezni a CPP-t.
A britek ekkor kezdték megreformálni Aranypart alkotmányát, amely Afrikában először általános választásokat, fekete többségű nemzetgyűlést és egy fekete többségű kormányt ígért a gyarmatnak (a javaslatokat először megfogalmazó Coussey-jelentés 1949 novemberében készült el). Az új alkotmány értelmében, amelyet a helyi középosztály és értelmiség képviselői (az UGCC fő támogatói) szerkesztettek, a választójogot vagyoni és jövedelmi követelményekhez kötötték. Nkrumah ekkor összehívta a szakszervezetek, a CPP, a farmerek, a világháborús veteránok és az ifjúsági szervezetek képviselőit. A Ghánai Népgyűlés (Ghana Representative Council, GRC) tagjai általános választójogot, a törzsi vezetők felsőházát és nagyobb önállóságot követeltek, az 1949 októberében megfogalmazott alkotmánymódosító javaslatokat azonban a brit kormányzat elvetette.
Nkrumah, aki követőinek azt ígérte, hogy a politikai önállóság megszerzése minden gondjukra megoldást kínál, hamarosan kijelentette, hogy az alkotmánymódosítás brit terve „szemfényvesztés és csalás”, és 1950. január 1-jétől aktív ellenállásra szólította fel a lakosságot. Az aktív ellenállás alatt polgári engedetlenséget, a hatóságokkal való együttműködés megtagadását, sztrájkot és bojkottot értett, de hamarosan felkelések és véres összecsapások törtek ki. A brit főkormányzó, Sir Charles Arden-Clarke ekkor szükségállapotot hirdetett ki a gyarmaton, kijárási tilalmat rendelt el és letartóztatta Nkrumaht és a CPP más vezetőit. Nkrumaht bíróság elé állították és háromrendbeli felbujtás és lázítás vádjával 3 évi börtönbüntetésre ítélték. A britek ekkor azt hitték, hogy sikerült a mozgalmat megtörni.
„Sajnálom, hogy mostanában nem volt időm írni, de meglehetősen elfoglalt voltam a mi kis Hitlerünkkel és a puccskísérletével”. Részlet Sir Charles Arden-Clarke ghánai brit főkormányzó egyik magánleveléből, amelyben Nkrumahra és az aktív ellenállási mozgalomra utal.

## Parlamenti választások és győzelem (1951)

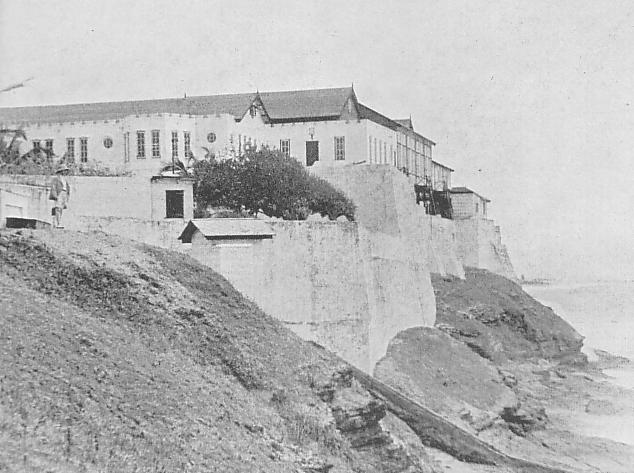
A Christiansborg vár az 1930-as években. Előbb különböző európai kereskedők, majd a brit gyarmati közigazgatás székhelye volt. Ghána függetlenségének kikiáltása után Nkrumah költözött az épületbe.

A vezetők bebörtönzése ellenére a CPP továbbra is a legnépszerűbb párt volt, és minden jel arra mutatott, hogy az 1951 februárjára megszervezett választásokon győzelmet arat majd. Nkrumah elérte, hogy börtönbüntetése ellenére felkerüljön a választói jegyzékre, és a február 5–10. között megtartott választások során a CPP a 38 parlamenti helyből 34-et megszerzett (további hét parlamenti tagot a britek neveztek ki). Február 12-én Arden-Clarke elrendelte, hogy szabadon engedjék, majd 13-án magához rendelte a kormányzói székhelyére, a Christiansborg várba, és megbízta Aranypart, illetve új nevén Ghána első kormányának megalakításával. Február 20-án tartotta alakuló ülését az új törvényhozás, ahol Nkrumaht a kormány vezetőjének, Emmanuel C. Quistet pedig a törvényhozás elnökének választották. 1952. március 10-én kezdeményezésére módosították az alkotmányt, és létrehozták a miniszterelnöki pozíciót, amelyre március 21-én 31 igen szavazattal 8 tartózkodás mellett Nkrumaht választották meg.
Az új alkotmány értelmében, amire Nkrumah és a kormány felesküdött, a rendőrség, az igazságszolgáltatás, a hadsereg, a pénzügyek és a külügyek irányítása a britek kezében maradt. Nkrumah ezzel nem volt elégedett, ezért 1953. július 10-én beterjesztett a törvényhozásnak egy javaslatot (Motion of Destiny), amelynek értelmében Ghána elnyerte volna függetlenségét a brit Nemzetközösség teljes jogú tagjaként „olyan gyorsan, ahogyan azt a szükséges alkotmánymódosítások lehetővé teszik”. Bár a brit kormánynak súlyos kétségei voltak afelől, hogy Nkrumah kormánya és Ghána felkészült-e a függetlenségre, a következő évben mégis új alkotmányt hagytak jóvá Ghánának, amelyben a külügyek és a hadügyek kivételével teljes önállóságot biztosítottak a kormánynak.

## Második választások és problémák (1954)
Az 1954-es alkotmánymódosítás után ismét választásokra került sor, amit a CPP ismét fölényesen nyert. Nkrumah ekkor már nagy léptekkel haladt a függetlenség elnyerése felé, de a brit gyarmatbirodalom korábbi büszkeségében eddigre általános lett a zűrzavar, a keserűség és az erőszak.
A válság legfőbb oka a kakaó termesztéséből származó jövedelem elosztása volt. A brit hatóságok, hogy a termelőket a világpiaci árak ingadozásától megóvják, létrehozták a Kakaó Marketingtanácsot (Cocoa Marketing Board, CMB). A CMB minden évben garantált áron vásárolta fel a termelők áruját, végezte az osztályozást, csomagolást, értékesítést és szállítást. Nkrumah, amint hatalomra került, arra utasította a CMB vezetését, hogy a termelői árakat olyan alacsonyan tartsa, amennyire csak lehetséges – a világpiaci és a termelői ár különbözetét pedig különféle fejlesztési, szociális projektekre szándékozott fordítani. Hamarosan azonban a CMB a korrupcióról és a rossz gazdálkodásról lett híres, a CPP támogatóinak gátlás nélkül osztogattak hiteleket, állásokat, szerződéseket, jutalékokat. Egy hivatalos vizsgálat feltárta, hogy a CPP a CMB egyik alvállalatát használta arra, hogy a párt pénztárát feltöltse, a kakaótermelőket a pártba bekényszerítse és hogy a kiskereskedelmet felügyelje.
A CPP ellenőrzése alatt álló újságok ekkoriban kezdték Nkrumah dicsőítését, aki amúgy is állandóan a rivaldafényben volt találkozói, beszédei, látogatásai és nagygyűlései révén. Az őt dicsőítő írások természetfeletti erőket tulajdonítottak neki, új Mózesnek kiáltották ki, aki népét a hőn vágyott függetlenség felé vezeti. "A végzet embere, Afrika csillaga" volt a ghánai Evening Star 1954. június 19-i címlapján. "Elnyomott feketék millióinak reménye, Ghána megmentője, Vasember, az utcafiúk vezére" volt egy másik címlap. Kora reggeltől késő estig hosszú sorok álltak rezidenciája előtt, akik házassági gondoktól kezdve betegséggel, terméketlenséggel és álláskereséssel kapcsolatos problémáikkal keresték őt. Nkrumah napjainak minden percét a politikának szentelte, de valahogy mindig talált alkalmat arra, hogy a látogatókkal foglalkozzon.

### A kakaó ára
Az 1954-es választások után nem sokkal a nyers kakaóbab egy tonnájának világpiaci ára megháromszorozódott (150 fontról 450 fontra emelkedett) a világháború utáni növekvő keresletnek és a termelő országokat sújtó rossz időjárás és betegségeknek köszönhetően. Nkrumah azonban bejelentette, hogy a kakaó termelői árát a világpiaci ár harmadán rögzítik, és a különbözetet szociális projektekre fordítják. A lépés azonban hatalmas elégedetlenséget keltett az ország központi részén fekvő Asante régióban, ahol Ghána kakaóexportjának felét termelték. A régió központjában, Kumasi városában termelők, kakaókereskedők, exportőrök és üzletemberek tüntettek jövedelmük megcsapolása ellen és hamarosan létrejött a Nemzeti Felszabadítási Mozgalom (National Liberation Movement, NLM) nevű ellenzéki párt, amely a korrupt központi kormányzattal szembeszállva az Asanti régió és az Asanti nép érdekeit, kultúráját védelmezte.
A Nkrumah és az NLM vezetői közötti politikai küzdelem hamarosan erőszakos összecsapásokba torkollott, bombatámadást intéztek Nkrumah accrai háza ellen. A brit hatóságokat megriasztotta az erőszak elharapózása és megtagadták a függetlenség megadását, ehelyett ismét választásokat írtak ki.

### Harmadik választás és a függetlenség (1956–1957)
Az 1956 júliusára kiírt választásokon Nkrumah és pártja, a CPP ismét győzelmet aratott, a 104 parlamenti helyből 72-t megszereztek, bár csak a szavazatok 57%-át kapták meg. A választás sikeres lebonyolítása után Nkrumah tovább fokozta a nyomást a függetlenség elnyerése érdekében és végül a brit gyarmatügyi államtitkár bejelentette Ghána függetlenségének napját: 1957. március 6.
Mint az első függetlenné váló gyarmat vezetője, Nkrumah nagy nemzetközi tekintélyt élvezett, gratuláló táviratot küldött Eisenhower amerikai elnök, Bulganin szovjet, Nehru indiai és Zhou Enlai kínai miniszterelnök. 56 ország küldött követséget az ünnepségekre, amelyek hat napig tartottak. Március 6-án éjfélkor Nkrumah hívei körében kikiáltotta Ghána függetlenségét.
"Mint egy frissiben vízre bocsátott hajónak, egyedül kell szembenéznünk a nyílt tenger veszedelmeivel. Saját legénységünkre támaszkodhatunk csak, a kapitányra és navigációs képességeire. És én büszkén állok e magányos hajó hídján, ahogyan az felhúzza a horgonyt és kibontja vitorláit, szememhez emelem a kezem, hogy beárnyékoljam a vakító afrikai nap sugarai ellen és a horizontot kémlelem. Annyi minden van még előttünk." Részlet a "Ghana: The Autobiography of Kwame Nkrumah" c. könyvből.

## A független Ghána vezetője (1957–1966)

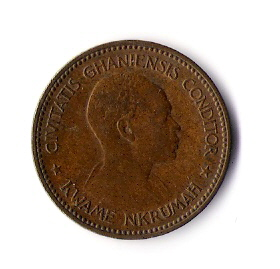
Nkrumah arcképe egy ghánai pénzérmén. Felirata: "Civitatis Ghaniensis Conditor – Kwame Nkrumah", jelentése: "Kwame Nkrumah, a ghánai állam megalapítója"

A függetlenség elnyerése után Nkrumah, pán-afrikanista nézeteihez híven, továbbra is támogatta a függetlenségükért küzdő vagy azt éppen elnyerő afrikai országokat. 1958-ban például 10 millió font segélyben részesítette a szomszédos Guineát. Hasonló támogatást adott a szomszédos Malinak is, és a három ország hamarosan politikai szövetséget kötött. Támogatta Patrice Lumumbát is az 1960–61-es kongói válság során és javaslatot tett kilenc másik afrikai államnak egy "Főparancsnokság" létrehozására, amely a függetlenségükért küzdő gyarmatoknak nyújtana aktív segítséget.
Első külföldi látogatására 1957 júniusában került sor, amikor Londonban részt vett a brit Nemzetközösség tanácskozásán. Ekkor került sor első találkozására II. Erzsébet brit királynővel a Buckingham-palota-ban. A királynő és Nkrumah meglehetősen jó kapcsolatot építettek ki, később a királynő személyes vendége volt a balmoral-i királyi rezidencián és a királynő személyes tanácsának (Privy Council) is tagja lett.
Nkrumah ambíciói azonban az afrikai kontinensre összpontosultak és Accrát az afrikai felszabadítási mozgalmak központjává akarta tenni. 1958-ban megszervezte az Összafrikai Népi Konferenciát (All-African, People’s Conference), amelyen a kontinens országaiból több mint 300 politikai párt, szakszervezet és diákmozgalom képviselői vettek részt. A Kongresszus számos tagja később kiemelkedő szerepet vívott a függetlenségi mozgalmakban: Tangaknyikából (később Tanzánia) Julius Nyerere, Dél-Rhodéziából (később Zimbabwe) Joshua Nkomo, Észak-Rhodéziából (később Zambia) Kenneth Kaunda, Nyasalandből (később Malawi) Hastings Banda, Belga Kongóból (később Kongói Demokratikus Köztársaság) Patrice Lumumba, Portugál-Guinea-ból Amilcar Cabral, Angolából Holden Roberto vett részt a két hetes tanácskozássorozaton.
"Függetlenségünknek nincs jelentősége, hacsak nem tudjuk összekötni az egész kontinens teljes felszabadításával!"
Részlet Kwane Nkrumah-nak a függetlenség kikiáltásakor mondott beszédéből.
1960. március 6-án új alkotmányra tett javaslatot, amely Ghánának köztársasági államformát adott volna (korábban a brit uralkodó volt az államfő) és a terv része volt, hogy Ghána idővel beleolvad a szabad afrikai államok uniójába. 1960. április 19–27. között tartották a népszavazást az alkotmánytervezetről, amely sikeres volt és ezzel egy időben a köztársasági elnöki választást, amelyet Nkrumah nyert meg (ellenfele az UGCC-s Danquah volt). 1961-ben megalapította a Kwame Nkrumah Ideológiai Intézetet (Kwame Nkrumah Ideological Institute), amelynek célja a ghánai közalkalmazottak képzése és a pánafrikanizmus eszméjének terjesztése volt. 1963-ban a Szovjetuniótól megkapta a Nemzetközi Lenin Békedíj kitüntetését, még ebben az évben Ghána alapító tagja lett az Afrikai Unió (Organization of African Unity, OAU) szervezetének.

### Ökényuralom és diktatúra
Az 1954-es év volt Nkrumah politikai pályafutásának csúcspontja. Sikerrel szállt szembe a mindenható brit birodalommal, kivívta Ghána függetlenségét és több, mint 80%-os többséggel nyerte meg az első szabad választásokat. Még ebben az évben elkezdődött az a válság, amely végül bukásához vezetettt.
A kakaó világpiaci árának megháromszorozódása és a központi felvásárlási ár rögzítése elidegenítette egyik legnagyobb támogatóbázisát, a kakaótermelőket és -kereskedőket. Bár Nkrumah a nyereséget különféle fejlesztési programokra kívánta fordítani, az feladattal megbízott szervezetek azonban hamarosan a nepotizmus, a korrupció és az elnyomás eszközei lettek.
A politikai elégedetlenség és az új ellenzéki párt, a NLM fellépése miatt 1958-ban megszületett két új törvény, amelyek jelentősen megcsorbították a ghánai emberek szabadságjogait. Az 1958-ban hozott Industrial Relations Act még a szakszervezetek megerősítését célozta: létrehozta a szakszervezetek szövetségét (Trades Union Congress, TUC), kötelezővé tette a vállalatok vezetése és a dolgozók közötti kollektív szerződés megkötését, valamint kötelezővé tette, hogy a szakszervezeti járulékot a munkaadók vonják le. Egy 1959-es kiegészítés azonban minden szakszervezetnek kötelezővé tette, hogy a TUC tagja legyen és 1960-ban törvényben kötelezett minden közalkalmazottat, hogy szakszervezeti tag legyen. 1959-től a CPP úgy kezelte a TUC-t, mint a párt egyik szervezetét: a szakszervezeti vezetők kinevezésétől kezdve működésükig mindenbe beleszóltak a CPP vezetői, a sztrájkhoz való jogot pedig gyakorlatilag eltörölték.
Egy állítólagos ellenzéki összeesküvés miatt született meg a Preventive Detention Act, amelynek értelmében a kormánynak lehetősége nyílt letartóztatni és fogva tartani bárkit, anélkül hogy formálisan vádat kellett volna emelnie ellene. Nkrumah célja a törvény megalkotásával az ellenzéki törekvések elfojtása volt. A törvény egyik áldozata Dr. Danquah volt, Nkrumah régi politikai ellenfele, aki 1965-ben a börtönben, sötétzárkában halt meg, mivel megtagadták tőle a szükséges orvosi ellátást. A törvény hamarosan széles körben alkalmazott eszköze lett az ellenzék elnyomásának: 1958-ban csak 38, 1961-ben 311, 1963-ban 586 és 1965-ben már több, mint 1200 embert vettek őrizetbe ezen a jogcímen.
Amikor 1961-ben a vasúti dolgozók sztrájkot szerveztek, Nkrumah elrendelte a sztrájk vezetőinek és az őket támogató ellenzéki vezetők letartóztatását. Bár korábban maga is számos sztrájkot szervezett a britek ellen, de most már nem volt helye a kormány, illetve az általa felügyelt iparosítási politika elleni mozgolódásnak. Nkrumah kijelentette, hogy a dolgozók jogainak védelmező szakszervezetek napja leáldozott, új szerepük, hogy a kormánnyal együttműködésben mozgósítsák a Ghána fejlődéséhez szükséges munkaerőt.
A Preventive Detention Act egyre elterjedtebb használata széles körű elégedetlenséghez vezetett Nkrumah és pártja ellen. A CPP emberei egyre gyakrabban arra használták fel a törvény adta lehetőségeket, hogy ártatlan embereket tartóztassanak le és utána elkobozzák vagyonukat, vállalkozásaikat vagy éppen elfoglalják hivatalukat. A Nkrumah-hoz közel álló tanácsadók egyre kevésbé mertek beszámolni Ghána belügyeiről, mivel attól tartottak, hogy a kormányzati politika bírálatával vádolják meg őket. Amikor a ghánai kórházakban elfogytak a gyógyszerek, egyszerűen senki nem merte erre felhívni a figyelmét. Mindeközben Nkrumah egyre megközelíthetelenebb lett, mivel a korábbi gyilkossági kísérlet után újabb merényletektől tartott.
Az 1964-ben tartott népszavazáson végül bevezették az egypártrendszert és a CPP lett Ghána egyetlen legális pártja. Ugyanekkor Nkrumah-t életfogytig kinevezték mind Ghána, mind a CPP elnökének.
Nkrumah elkötelezettsége Ghána iparosítása mellett olyan nagy volt, hogy a költségekkel nem törődve megaprojekteket indított. Régi barátja, Komla Agbeli Gbedema segítségével, aki a pénzügyminiszteri posztot töltötte be, nekiláttak egy hatalmas vízierőmű, az Akosombo Gát felépítésének a Volta folyó felső, északi folyásvidékén. A gátat amerikai cégek építették, akik korlátokat állítottak az erőmű által termelt áram felhasználása elé. A gát építését csak kölcsönökkel lehetett fedezni, de a kölcsön törlesztése olyan terheket rótt a ghánai költségvetésre, hogy hamarosan fel kellett emelni a déli kakaótermesztőkre kirótt adókat. Az áramot közben a helyi lakosság ellátására fordították, ami a két régió közötti feszültségek kiéleződéséhez vezetett. A gátat 1966. január 22-én nagy ünnepség közepette Nkrumah adta át.
Nkrumah újjá akarta szervezni Ghána fegyveres erőit is: bevezette a sorkötelezettséget, 1959-ben megalakította Ghána haditengerészetét és légierejét. Indiától és Izraeltől érkeztek a légierő megszervezésében részt vevő tanácsadók, a légierő első parancsnoka egy indiai tábornok lett, 10 ghánai pilóta képzését kezdték meg izraeli felügyelettel. A haditengerészetet két brit aknaszedő hajó megvásárlásával alakította ki. A ghánai hadsereg fegyveres segítséget nyújtott a Rhodésiában Ian Smith fehér kormánya ellen küzdő lázadóknak és még a vietnámi háborúban is közvetíteni próbált: 1966 februárjában éppen Pekingben tárgyalt, amikor kormányát az Ankrah tábornok által vezetett katonai hatalomátvétel megdöntötte. Egyes vélemények szerint a hatalomátvétel mögött a CIA állt, amely meg akarta akadályozni, hogy Ghána tovább közelítsen a keleti blokk országaihoz.

### Száműzetés és halál
A katonai hatalomátvétel után Nkrumah sohasem tért vissza Ghánába, Sékou Ahmad Touré elnök vendégeként Guineában, Conakry városától nem messze található villában telepedett le, és Guinea tiszteletbeli köztársasági elnöke lett. Idejét olvasással, levelezéssel és számos látogatójával töltötte. Bár már nem volt közszereplő, továbbra is tartott a nyugati titkosszolgálatoktól, elsősorban a CIA-tól: amikor meghalt a szakácsa, arra gyanakodott, hogy meg akarják mérgezni és a hálószobájában élelmiszert kezdett felhalmozni. Arra gyanakodott, hogy levelezését felbontják, állandó rettegésben élt a merényletektől. Egészsége rohamosan hanyatlott, bőrrákot diagnosztizáltak és 1971 augusztusában Romániába, Bukarestbe szállították kórházi kezelés céljából. Itt halt meg 1972. április 27-én, 62 éves korában. Holttestét visszaszállították Ghánába és szülőfalujában, Nkrofulban temették el. A sír még ma is látható, de Nkrumah maradványait később az Accrában felépített nemzeti emlékhelyre szállították át.

## Politikai nézetei és kormányzása
Ghána volt az első afrikai ország, amely az 1950-es évek végén, az 1960-as évek elején elnyerte függetlenségét. A függetlenségi mozgalmak, akár békésen, akár fegyveres erővel törekedtek céljuk elérésére, a legtöbb esetben anti-imperialista és anti-kapitalista elveket képviseltek, és a legtöbb képviselőjük, köztük Nkrumah is, tagadta, hogy a kapitalista társadalmakra jellemző konfliktusok jelen lennének Afrikában. A hagyományos afrikai társadalom jellemzőire hivatkozva választotta a szocialista politikai berendezkedés útját, és egyszemélyben kívánta Ghánát modern, szocialista alapokon nyugvó társadalommá és gazdasággá átformálni.
Az Afrika függetlenségéért küzdő első politikusgeneráció többi tagjához hasonlóan Nkrumah nagy megbecsülésnek és tiszteletnek örvendett mind Ghánában, mint külföldön. Politikai ambíciói nem ismertek határt: miután sikeresen szembeszállt a britekkel és kivívta Ghána függetlenségét, ezzel megnyitva az utat a többi afrikai gyarmat előtt is, úgy hitte, hogy a sors még ennél is nagy szerepet szán neki. Belföldön a célja az volt, hogy Ghánát ipari nagyhatalommá, Afrika egyik intellektuális központjává és ideális szocialista társadalommá formálja, ami a többi afrikai államnak példaként szolgálhat. Afrika egységéről is álmodott és politikai, gazdasági és katonai nagyhatalomként képzelte el az egyesült földrészt, amely vezetésével egyenlő lesz az Egyesült Államokkal és a Szovjetunióval. Azt hitte, hogy képes lesz véghez vinni, amit Lenin és Marx vitt véghez Európában, vagy amit Mao Ce-tung vitt véghez Kínában.
"Ghánában a szocialista fejlődést útját választottuk a fejlődés érdekében. Teljes foglalkoztatottságot akarunk elérni, szociális lakásokat és egyenlő esélyeket biztosítunk mindenkinek kulturális és oktatási téren, a legmagasabb szinten." Részlet Nkrumah egyik beszédéből.
Nkrumah hamarosan kommunista vezetőkkel, a szovjet blokkba tartozó országokkal kezdte felvenni a kapcsolatot, amikor a nyugaton éppen csúcspontján volt a kommunizmusellenes hisztéria.

### Nkrumahizmus
Kitalált egy új ideológiát, a "nkrumahizmust", amelyet a nevét viselő ideológiai intézetben kutattak és fejlesztettek. A dollármilliókat felemésztő intézetben baloldali politológusok tanulmányozták ezt az ideológiát, amit erőfeszítéseik ellenére sosem sikerült pontosan megfogalmazni. 1960-ban még "komplex politikai és társadalomfilozófiai rendszernek" nevezték, majd később azt állították, hogy a tudományos szocializmuson alapul. 1964-ben az intézet a következő meghatározást adta ki:
"A nkrumahizmus az új Afrika ideológiája, szabad és független az imperializmustól, kontinentális léptékben szervezett és alapja az Egy és Oszthatatlan Afrika, amely nézeteit a modern tudomány és technológia vívmányaira és arra a hagyományos afrikai eszmére építi, mely szerint minden ember szabad fejlődése a közösség szabad fejlődésén alapul."
A nkrumahizmus, illetve modernizált formája, a neo-nkrumahizmus a mai napig a CPP hivatalos politikája.

### Egypártrendszer és elnyomás
Az ideológiai alapok ellenére a függetlenség kikiáltása után nem sokkal nekilátott a demokratikus intézmények elbontásának és önkényuralmi rendszere kiépítésének. 1959-ben az alkotmány módosításával eltörölte a regionális gyűléseket, majd 1961-ben életfogytiglani köztársasági elnöknek neveztette ki magát, ezzel egyidőben betiltotta az ellenzéki pártokat és a CPP vezetésével egypártrendszert alakított ki. Érvelése szerint az afrikai országoknak annyi nehézséggel kell szembenézni a gyarmati múlt leküzdése során, hogy csak erős kormányzat képes ezeket legyőzni, amihez viszont az egypártrendszer a legmegfelelőbb politikai forma. Csakis így lehet a törzsi-vallási-nyelvi ellentéteket, a régiók széthúzását áthidalni, a nemzeti öntudatot kialakítani és a gazdaság építéséhez szükséges erőforrásokat mozgósítani.
A gyakorlatban az egypártrendszert Nkrumah és a CPP vezetői saját uralmuk fenntartására használták fel. Ahogyan ezt Julius Nyerere, Tanganyika vezetője fogalmazta meg: "Az ellenzéki pártok csak nyugtalanságot szítanak."
A demokrácia "csak egy túlfinomított kikapcsolódás, olyan szórakozás, amit mi itt Afrikában nem engedhetünk meg magunknak, mert túl kevés az időnk és túlságosan sok a feladatunk." Julius Nyerere
A gyakorlatban azonban sem az egypártrendszerek, sem a diktatúrák nem járultak hozzá a politikai stabilitáshoz. Az 1958-as Preventative Detection Act (PDC) az ellenzék elnyomásának eszköze lett. Az 1960-as alkotmány értelmében joga volt rendeletekkel kormányozni, a parlament döntéseit megsemmisíteni, bármely köztisztviselőt, a fegyveres erők vagy a bíróságok bármely tagját elbocsátani. Különleges pénzügyi alapot hozott létre (President's Contingency Fund), amelyet kivont a parlament ellenőrzése alól. A PDC törvényt a parlamentben ellenző 12 képviselő közül 11 börtönbe került. 1961-ben bűncselekmény lett az "államfő személye és méltóságával szemben tanusított tisztelenlen viselkedés". A CPP-n keresztül a ghánai társadalmat ellenőrző szervezetek hálózatát hozta létre: council of Ghana Women, Vanguard Activists, Worker's Brigades, Young Pioneers. Hamarosan azonban a CPP az egymással vitatkozó, versengő frakciók csatatere lett.
1964-ben Nkrumah elhatározta, hogy Ghánában bevezeti az egypártrendszert, és ezt népszavazás útján akarta elérni. A szavazás előtt az állami média azzal fenyegetőzött, hogy a távolmaradókat vagy "nem"-mel szavazókat megtorlás éri. A szavazást, a hagyományokkal ellentétben, nyíltan rendezték meg és a szavazatokat külön dobozokban gyűjtötték. A "nem" szavazatok ládái leggyakrabban a helyi CPP képviselő szeme előtt helyezték el, egyes körzetekben ezeken a ládákon nem volt nyílás a szavazócéduláknak. A hivatalos eredmények szerint a választók 96%-as vett részt és 99,9%-uk igennel szavazott. Az ellenzék fellegvárának számító Asante régióban egyetlenegy "nem" szavazatot sem regisztráltak. Gyakorlatilag az egypártrendszer hivatalossá válása nem sok változással járt: ellenzék már nem létezett és a CPP sem igazán működött. A párt soha nem találkozó bizottságok gyűjtőjévé vált, a székház épülete elhanyagolt lett, a két felvonó sosem működött és rettenetes bűz áradt a vizesblokk felől. Nkrumah 1964 után már nem is látogatott el ebbe az épületbe. Már a választásokon sem volt szükség a párt gépezetére: az 1965-ös választásokon Nkrumah választotta ki a képviselőket, akik egyedüliként indultak a választásokon.
A párt és a kormány megkerülésével egyre és egyre több kormányzati funkció a Nkrumah rezidenciáján, az Accra egyik északi kertvárosában található Flagstone House-ben létrehozott titkárságokon keresztül működött. Egyre több terület került Nkrumah személyes ellenőrzése alá: a felsőoktatás, külkereskedelem, belbiztonság, afrikai ügyek, parlamenti ügyek, köztisztviselő és a hadsereg felügyelete.

#### Korrupció
Lépésről lépésre Ghána új vezetői egyre nagyobb személyes hatalomra tettek szert, ahogyan befolyásuk alá vonták a társadalom és a gazdaság minden szegletét. Hatalmukat a személyes pártfogás rendszerén keresztül fejtették ki: a kormányzati hivatalokat a párt tagjaival töltötték fel, a szakszervezetek és a termelők érdekvédelmi csoportjait a kormány támogatására kényszerítettek, a sajtó csakis a kormánypropagandát közölhette, a politikai vita kimerült a Nkrumah-t dicsőítő dalok énekelésében.
Nkrumah miniszterei közt bevett szokás volt, hogy minden külföldi befektetőtől 10%-os sikerdíjat követeltek. Ahogyan Krobo Edusei belügyminiszter 1961-ben fogalmazott: "A szocializmus nem jelenti azt, hogy ha sok pénzed van, akkor nem tarthatod meg." Edusei felesége 1961-ben 3000 font értékű, arannyal borított ágyat rendelt Londonból, majd néhány évvel később Edusei bevallotta, hogy tizennégy háza, egy luxusnyaralója, londoni lakása, számos luxusautója és hat külföldi bankszámlája volt. Nkrumah a Nemzeti Fejlesztési Társaságon (National Development Corporation, NDC) keresztül gyűjtötte a kenőpénzeket. Egy görög üzletember 1 millió dollárral fizetett többet kormányzati ingatlanok megvásárlása során, a különbözet Nkrumah számláját gyarapította.
1961-ben Nkrumah nyilvánosan ígéretet tett a korrupció kiirtására, különleges vizsgálóbizottságot hozott létre, amelynek jelentését azonban nem hozták nyilvánosságra.

### Külpolitika
Nkrumah egyik legnagyszabásúbb álma volt Afrika egységének megteremtése, az Afrikai Egyesült Államok létrehozása volt, természetesen Ghána vezetésével. Fáradhatatlanul járta az újonnan felszabadult országokat, hogy azokat a pánafrikanizmus eszméje mellé állítsa, bár azok egyelőre nem hajlottak a frissen megszerzett nemzeti függetlenség feladására. Nkrumah egyik jelentős külpolitikai sikere volt az Afrikai Unió (Organisation of African Unity, OAU) 1963-as megalakítása, amely azonban távol állt az általa elképzelt politikai és gazdasági uniótól. Amikor az OAU alapító ülésén javaslatot tett, hogy "itt és most, minden független afrikai állam csatlakozzon az afrikai államok szövetségéhez", senki sem támogatta. A vezető afrikai politikusokat sértette az a hangnem, ahogyan Nkrumah kioktatta őket az afrikai egység fontosságáról és időszerűségéről. Élesen bírálta Julius Nyenyere terveit, aki egy kelet-afrikai uniót javasolt, mivel ez veszélyeztette volna álmait. Miután ideológiáját, a nkrumahizmus a tudományos szocializmus alapjaira helyezte, rendszeresen a nyilvánosság előtt bírálta az "afrikai szocializmust" követő vezetőket elmaradott nézeteik miatt. A nyugat-afrikai frankofón országokat azzal vádolta, hogy a francia neokolonialista, újgyarmatosító törekvések kiszolgálói.
Sokkal komolyabb összetűzésbe keveredett Ghána közvetlen szomszédaival – Togo, Nigéria, Elefántcsontpart, Felső-Volta és Niger – mivel támogatta az itt működő fegyveres ellenzéki csoportokat annak reményében, hogy azok hatalomra kerülnek. A togói elnök, Sylvanus Olympio ellen elkövetett sikertelen merényletkísérlet után hét afrikai állam azzal fenyegette meg Nkrumah-t, hogy megszakítják diplomáciai kapcsolataikat Ghánával. Ennek ellenére az Afrikai Ügyek Hivatala (Bureau of African Affairs) továbbra is kilenc országban üzemeltetett ügynökhálózatokat és folytatta az ellenzéki csoportok kiképzését kelet-német és kínai támogatással. 1965-ben sikertelen merényletet követtek el a nigeri elnök, Hamani Diori ellen, a merénylőt Ghánában és Kínában képezték ki. A merénylet támogatása miatt éles kritikákat kapott, de Nkrumah csak ennyit válaszolt: ha már létrejött volna a politikai unió, akkor most nem lenne szükség ilyesfajta akciókra. Mindezek ellenére Nkrumah egyetlen afrikai válságból sem maradhatott ki – Kongó, Rhodézia, Dél-Afrika – és állandóan egy Afrikai Főparancsnokság felállítását javasolta, amely fegyveresen avatkozott volna be a felszabadítási harcokba.
A világpolitikai színtéren is rendszeresen megjelent és közvetíteni próbált a szovjet-kínai kapcsolatokban, illetve a vietnámi háborúban. 1966-ban éppen itt készült ismét közvetíteni, amikor pekingi látogatása során a hadsereg átvette a hatalmat Ghánában.

### Gazdaságpolitika

Kwame Nkrumah arcképe 1989-es szovjet bélyegen

#### Iparosítás
A függetlenség kikiáltásakor Ghána valutatartalékai elérték a 481 millió dollárt. A legfőbb exportcikk, a kakaó világpiaci ára kedvező volt és minden jel arra mutatott, hogy megfelelő források állnak majd rendelkezésre a ghánai gazdaság és társadalom fejlesztéséhez. Nkrumah a kormányzati irányítással végrehajtott, a költségvetésből finanszírozott gazdaságfejlesztésben hitt, mivel csak így tartotta az Ghána előtt álló problémák megoldását. A függetlenség kikiáltását követő években számtalan iskola, kórház, utak és hidak épültek. Hogy megtörje Ghána függését a kakaótól, új iparágakat akart meghonosítani, többek között az ország bauxitkészleteire alapozva aluminiumipart akart teremteni. A szükséges elektromos áram előállítása érdekében vízierőmű építését rendelte el a Volta folyón.
Nkrumah azonban nem volt elégedett a haladás sebességével és mindig újabb, nagyobb projekteket indított: gyárak, kohók, bányák és kikötők épültek, elkészült Afrika legnagyobb szárazdokkja, amely persze kihasználatlanul állt. Egy romániai üzletember javaslatára hatalmas költséggel vasbeton silókat épített, de az építkezés befejezése után kiderült, hogy teljesen használhatatlanok. Ebben az időben minél nagyszabásúbb, minél költségesebb javaslattal állt elő valaki, annál biztosabb volt, hogy megragadja Nkrumah figyelmét: egy gyógyszergyár felépítésekor a tízszer drágább tervet valósították meg, egy cipőgyár vezetőinek luxusbungalókat és modern irodaépületet húztak fel.
Ezzel egyidőben a kakaó világpiaci ára lezuhant: a ghánai exportbevételek 55-75%-át kitevő termény ára 1946–59 között átlagosan 42,4 dollárcent volt fontonként, 1960–69 között csak 29,3 cent volt, míg 1965-ben csak 19,1 cent volt. Az 1960-as évek elején az időjárás Afrikában igen kedvező volt a kakaótermelésnek: 1960–65 között a világ kakaótermelése 2,2%-kal nőtt évente, 1964/65-ben az előző évhez képest 25%-kal nőtt a termelés, ami a világpiacon túlkínálathoz és az árak összeomlásához vezetett. 1961-ben Nkrumah államosította a kakaóipar vállalatait és létrehozott egy sor, a termelést, feldolgozást és exportálást felügyelő állami vállalatot, amelyek hamarosan szintén a korrupció és a rossz menedzsment példaképei lettek. Ghána gazdasági növekedése, amely 1960-ig évi 9-12% között volt, 1961 után évi 3%-ra csökkent. A munkanélküliség nőtt, az élelmiszerárak az 1950-es szinthez képest 250%-kal, csak 1965-ben 66%-kal nőttek. Eddigre Ghána az importkorlátozások miatt élelmiszerhiánnyal nézett szembe.
A kiadások rohamos növekedése és a bevételek rohamos csökkenése miatt a kormánynak hamarosan megszorító intézkedések bevezetéséhez és külföldi kölcsönök felvételéhez kellett folyamodni. 1961. szeptemberében elfogadták a "Compulsory Savings Act" törvény, amelynek értelmében minden dolgozó béréből 5%-ot levontak, hogy a kölcsönök törlesztését finanszírozzák. A törvény kihirdetése után általános sztrájkot szerveztek a korábban Nkrumah-t támogató szakszervezetek. Nkrumah szocialista alapon próbálta átszervezni a gazdaságot és szigorúan korlátozta a kormány kiadásait, ami többek között érintette a kakaóültetvények permetezéséhez adott támogatást is.

#### Agrárpolitika
A mezőgazdaság területén igyekezett csökkenteni az ország függését a kakaóexporttól, mivel ezt is a gyarmati rendszer maradványának tartotta. Az általa létrehozott Mezőgazdasági Fejlesztési Alap ("Agricultural Development Board") feladata volt, hogy a szektort felügyelje, szabályozza és közvetlen támogatásokkal újabb iparnövények meghonosítását támogassa. Céljainak elérése érdekében újabb és újabb állami szervezeteket hozott létre: The Industrial Development Corporation, The Management Development and Productivity Institute valamint The Ghanaian Business Bureau.
A mezőgazdaság átalakítása érdekében hatalmas állami farmokat hozott létre, amelyek pénzügyi és technikai segítséget, kedvezményes importlehetőségeket kaptak az államtól, a magántermelők rovására. Ennek következményeként a kistermelőknek juttatott pénzügyi támogatások reálértéke az 1960-as szintről (100) 1965-re 37%-ra csökkent, az exportbevételeből a kakaótermelőknek juttatott jövedelem az 1960-as 72%-ról 1965-re 41%-ra zuhant. A megszűnő támogatások miatt a rovarirtószerek felhasználása 1965-ben nem érte el az 1960-as szint 2%-át. A termelők természetesen nem nézték tétlenül, hogy legfőbb jövedelmi forrásuk elapad és illegálisan, a határon keresztül kezdték értékesíteni a nyers kakaót, illetve nem telepítettek új ültetvényeket: az 1965-öt követő 15 évben Ghána kakaótermése 50%-kal csökkent. Az állami farmok, amelyeket a CPP támogatói irányítottak és üzemeltettek, igen költséges importált gépekkel szerelték fel, ennek ellenére a farmok hozamai nem érték el a kistermelők termésátlagainak ötödét sem.

### Költségvetési politika
Ghána 1957-ben Afrika egyik gazdaságilag legstabilabb országa volt: fő exportcikke, a kakaó világpiaci ára rekordmagasságban volt, a költségvetés tartalékai meghaladták a 480 millió dollárt. Erre alapozva kezdte meg Nkrumah a társadalmi és gazdasági fejlesztési projekteket, amiket pénzügyminisztere minden további nélkül finanszírozott. Ennek eredményeként 1965-ben Ghána lényegében csődbe jutott. 1959 és 1964 között 430 millió dollárt költöttek lényegében veszteséges állami vállalatok megalapítására, eközben a költségvetés forrásait a köztisztviselők juttatásai is alaposan megcsapolták, akik ragaszkodtak a brit gyarmati közigazgatás tagjainak juttatott bőkezű fizetéshez, lakáshoz és nyugdíjhoz.
1961-ben a kormánynak adókat kellett emelni, hogy a költségvetés egyensúlyát helyre tudja állítani, de erre sztrájkok törtek ki. Nkrumah erre letartóztatta a sztrájk vezetőit, illetve az ellenzék képviselőit. Az áldozatok között volt az 1951-ben kinevezett pénzügyminiszter, Komlah Gbedemah. Az új pénzügyminiszter sem tudott sokat tenni, a kormány külső adóssága 1963-ra elérte a 183 millió fontot, majd egy évvel később már a 349 millió fontot. A külső adósság pontos mértékét senki nem ismerte, mivel senki sem rendelkezett a különböző minisztériumok által kötött szerződések feletti áttekintéssel. Nkrumah emellett személyesen is aláírt szerződéseket, az illetékes miniszter megkérdezése vagy értesítése nélkül. A valutatartalékok elfogyása után Nkrumah és a kormány egyre inkább a szállítók által nyújtott kölcsönök, valamint a nagy hitelintézetek (Világbank, Valutaalap) által nyújtott hitelekre támaszkodott. Sajnos a kölcsönök felvételét tanúsító dokumentumokat sem kezelték megfelelően és a pénzügyminisztérium egyszerűen nem rendelkezett megbízható adatokkal az ország adósságait illetően.
"Nem volt arra mód, hogy minden külföldi hitelegyezményt (Foreign Credit Agreement) felülvizsgáljunk, de arra a problémára sincs megoldás, miszerint nem lehetséges a kormány által megrendelt áruk és szolgáltatások leszállításának ellenőrzése." Részlet a ghánai állami számvevőszék 1962–63-as jelentéséből.
Időnként meglepő dolgok bukkantak fel váratlanul: egy 5 millió fontos hadihajó az újonnan alapított haditengerészet számára, vagy egy 7500 tonna vízkiszorítású luxusjacht Nkrumah részére. Az is előfordult, hogy a vásárolt javakat egyszerűen nem szállították le. Amikor 1963. február 11-én a kormány ülésén a pénzügyminiszter bejelentette, hogy a valutatartalék 500 000 fontra csökkent, Nkrumah először nem akart hinni a fülének: 15 percig magába roskadva, némán ült, majd sírva fakadt.

## Családja
Nkrumah szerette a nők társaságát, de nem alakított ki tartós kapcsolatot, mivel nem bízott meg senkiben. Az egyik leghosszabb kapcsolata Arden-Clarke főkormányzó titkárnőjével, Erica Powell-lel alakult ki, aki 1952-ben érkezett Aranypartra. Nkrumah választási győzelmét követően egyre többször találkoztak, hosszasan beszélgettek a telefonon és 1955-ben Powell csatlakozott Nkrumah-hoz, annak személyi titkára lett. A meg nem erősített híresztelések szerint szeretők voltak, de ezt mindketten tagadták. Nkrumah házassága ellenére több mint 10 évig Powell volt az egyik legközelibb munkatársa és bizalmasa.
Házassági terveiről viszont senkinek, még legközelebbi bizalmasának sem számolt be. Egyiptomi harcostársát, Gamal Abden-Nasszer tábornokot kérte meg, hogy keressen hozzáillő feleséget neki. Nasszer teljesítette a kérést és a menyasszony, Fathia Rizk az esküvő napján érkezett meg Ghánába és találkozott jövendőbeli férjével. Fathia csak arabul és franciául beszélt, Nkrumah egyik nyelven sem értett. Az esküvőre 1957. december 30-án került sor a miniszterelnöki rezidencián és csak maroknyi kollégája volt jelen, akik aznap reggel még nem is sejtették, hogy mire készül. A házasságból végül négy gyermek született: Francis, Gamal, Samia és Sekou.
Nkrumah magányát és elszigeteltségét a házasság sem enyhítette, 1965-ben ezt írta Powell-nek:
"Észrevetted az évek során, amióta ismerlek, hogy milyen magányos vagyok? … Erica, egyedül te tudod és érted ezt, mások nem. A nyilvánosság előtt mosolyogva és nevetve látnak, de nem is sejtik, hogy a magány és az elszigeteltség terhét hordozom. A házasságom sem oldotta meg ezt – csak felerősítette és tovább komplikálta."
Maga Powell így vélekedett erről:
"A tény, hogy Dr. Nkrumah megbánta házasságát, véleményem szerint nem annak a nőnek a hibája, akit feleségül választott, bár még ma sem értem, hogy vehetett feleségül egy ilyen intelligens ember egy fiatal lányt, akit a házasság napján látott először és akivel nem tudott szót váltani közös nyelv híján. Véleményem szerint bármilyen nővel kötött volna házasságot, akkor is megbánja. Természetétől fogva a magányt kedvelte."

## Kwame Nkrumah írásai
Nkrumah életéről az egyik legjobb forrás 1957-es önéletrajza ("Ghana"). Az 1961-es "I Speak of Freedom" beszédeinek gyűjteménye, míg az 1963-as "Africa Must Unite" leginkább Ghána szocialista vívmányainak bemutatása. Ezt követően egyre inkább másokra támaszkodott könyvei megírásában, amelyek természetesen a neve alatt jelentek meg. Az 1964-es "Consciencism" című könyvet feltehetően két afrikai marxista ideológus írta és a nkrumahizmus egyik alapművének szánták. Az 1965-ös "Neo-Colonialism: The Last Stage of Imperialism" (Neokolonializmus: az imperializmus utolsó szakasza) című könyvét pedig állítólag el sem olvasta. Az 1966. után írt könyvei egy megkeseredett ember művei.
- "Negro History: European Government in Africa" The Lincolnian, April 12, 1938, p. 2 (Lincoln University, Pennsylvania) Special Collections and Archives, Lincoln University Archiválva 2009. augusztus 17-i dátummal a Wayback Machine-ben
- Ghana: The Autobiography of Kwame Nkrumah (1957) ISBN 0-901787-60-4
- I Speak of Freedom (1961)
- Africa Must Unite (1963) ISBN 0-901787-13-2
- African Personality (1963)
- Neo-Colonialism: the Last Stage of Imperialism (1965) ISBN 0-901787-23-X
  - magyarul: Neokolonializmus: az imperializmus utolsó szakasza (1967)
- Axioms of Kwame Nkrumah (1967) ISBN 0-901787-54-X
- African Socialism Revisited (1967)
- Voice From Conakry (1967) ISBN 90-17-87027-3
- Handbook for Revolutionary Warfare (1968)
- Consciencism: Philosophy and Ideology for De-Colonisation (1964) ISBN 0-901787-11-6
- Class Struggle in Africa (1970) ISBN 0-901787-12-4
- The Struggle Continues (1973) ISBN 0-901787-41-8
- Revolutionary Path (1973) ISBN 0-901787-22-1

### Magyarul
- Neokolonializmus. Az imperializmus utolsó szakasza; ford. Litván György, bev. Sík Endre; Kossuth, Budapest, 1967